# Giano Balli
Giano Balli, Dziano Balli (zm. po 1578) – członek kapeli królewskiej, mieszczanin krakowski.

## Życiorys
W 1550 przybył do Polski z Włoch i początkowo wraz z grupą muzyków występował na dworze biskupa krakowskiego Andrzeja Zebrzydowskiego. 20 listopada 1550 zostali oni przyjęci na służbę króla polskiego Zygmunta II Augusta, gdzie oprócz wynagrodzenia pieniężnego otrzymywali też sukna, barchany i adamaszki. W 1551 grali koncert w Jedlnej i Kamieńcu, a także najprawdopodobniej na Wawelu. 2 grudnia 1553 Giano Balli jako najwybitniejszy z grupy podpisał ponownie umowę o służbę, za którą miał otrzymywać jeden floren tygodniowo i dwadzieścia groszy. W 1568 przyjął prawo miejskie krakowskie. Jako Musicus regius miał opinię dobrego znawcy muzyki oraz liczną grupę uczniów, którym udzielał lekcji śpiewu kościelnych pieśni chóralnych. Przebywał na ziemiach polskich co najmniej do 1578.